# Mapungubwe
Mapungubwe (venda: Ma-pungu-bwe, što znači "mjesto ključalog kamenja") je bilo predkolonijalno kraljevstvo u slivu rijeka Shashe i Limpopo, južno od njegovog nasljednika, Velikog Zimbabvea od oko 1075. do 1220. godine. Ono se prostiralo na današnjem području na jugu Bocvane, Zimbabvea i sjeverne Južnoafričke Republike i u 13. stoljeću je održavalo trgovinu zlatom s gradovima Rhapta i Kilwa Kisiwani na afričkoj istočnoj obali. Kulturni krajolik Mapungubwea u Južnoj Africi (veličine 300 km²) je upisan na UNESCO-ov popis mjesta svjetske baštine u Africi 2003. godine kao "prostrano savansko područje nekada najveće južne Afrike koje je tajanstveno nestalo u 14. stoljeću".
Na tom području sliva rijeka Shashe i Limpopo, poznato kao područje K2 kulture, nalaze se nalazi prvih Zhizo farmera koji su ga odabrali jer je bilo pogodno za raznoliku poljoprivredu koja je prehranjivala veliki broj stanovnika (na vrhuncu oko 9.000 gradskog stanovništva) i velikim brojem slonova pružalo neiscrpan izvor bjelokosti. Tu su pronađeni ostaci tri grada koji su kronološki bili prijestolnice Mapungubwea od 10. do 14. stoljeća, ali i njihova satelitska naselja: Schroda, Leopard’s Kopje i Brdo Mapungubwe, Kraljevstvo Mapungubwe je iskoristilo svoj položaj na raškršću trgovačkih putova čime je dominiralo trgovinom na jugu Afrike. Ono je izvozilo rijetku robu (kao zlato i bjelokost) prema istočnoafričkim lukama koje su ga plasirale do Arabije i Indokine. To je dovelo do velikog bogatstva Mapungubwea koje se može mjeriti po uvoznoj robi kao što je kineski porculan, perzijske staklene perle i druga luksuzna roba.
Nadalje, izgrađene su velike palače i i bogato naselje plemićke i vjerske elite koje je bilo odvojeno od naselja običnog puka. Pučko naselje se sastojalo od kružnih kamenih kuće s velikim ograđenim prostorom za stoku. U njima su pronađene brojne glinene figurice ljudi i životinja (ovce, koze, goveda i psi) koji navode da su rabljeni u nekim centraliziranim ritualnim obredima.
Propalo je vjerojatno zbog dramatičnih klimatskih promjena kada je redovita smjena kišnih i sušnih razdoblja prekinuta velikom i dugotrajnom sušom početkom 14. stoljeća. Stanovništvo je bilo prisiljeno raspršiti se u područja koja su bila pogodnija za njihovu tradicionalnu poljoprivredu. Dominantno središte šireg područje je postao Veliki Zimbabve, a kasnije Khami (Zimbabve).
Većina arheoloških spomenika ove kulture se danas nalazi u Muzeju Mapungubwea sveučilišta Pretoria koje je u nekoliko navrata od 1933. – 70. godine istraživalo ovo područje. Njegovi gotovo nedirnuti ostaci palača i naselja svjedoče o 400 godina društvenog i političkog razvoja i pada prvog autohtonog kraljevstva na jugu Afrike.
Na južnoafričkoj strani ovog područje je 1995. godine osnovan Nacionalni park Mapungubwe koji štiti ne samo arheološke lokalitete nego i nedirnutu šumu riječnih obala i njezine životinje (kao što su npr. merkati i krokodili). Već odavno postoji prijedlog o osnivanju većeg područja zaštite koje bi se prostiralo i na Bocvanu i Zimbabve, tzv. Prekogranično zaštićeno područje Velikog Mapungubwea.
- Sliv rijeka Shashe i Limpopo (Bocvana s lijeve strane Shashe, a Zimbabve desno)
- Brdo Mapungubwe u sumrak
- Iskopine Mapungubwea
- Stijene Mapungubwea
- Šetnica u krošnjama NP Mapungubwe

## Vanjske poveznice
- Fotografije na ourplaceworldheritage.com  Arhivirana inačica izvorne stranice od 3. veljače 2012. (Wayback Machine)
- http://web.up.ac.za/default.asp?ipkCategoryID=12699/  Arhivirana inačica izvorne stranice od 1. travnja 2012. (Wayback Machine) Službena stranica Mapungubwe muzeja], Pretoria (engl.) Posjećeno 20. studenog 2011.
- Nacionalni park Mapunbgubwe (engl.)
- "Mapungubwe: SA's lost city of gold" (engl.)